# Орден Лева (Кусі)

Герб сеньйорів Кусі

Орден Лева — середньовічний лицарський орден, заснований 1080 року сеньйором Кусі Енгераном I. Орден проіснував недовго. Після смерті засновника він занепав.
Енгеран I був пікардійським правителем, сеньйором Бова, Кусі, Марля і Ла-Фера. Брав участь у Першому хрестовому поході, осаді Антиохії та протистояв королю Франції Людовику VI Товстому.
Інші джерела вказують, що орден існував (або засновником був) за часів Енгерана II Кусі, онука Енгерана I.
1378 року його нащадок сеньйор Енгеран VII де Кюсі заснував Орден Корони. 

Хоча цей орден не відноситься напряму до Французького королівства, історик Ґустав Адольф Аккерман згадує його як один із історичних орденів Франції.